# Arganotus macrochelis
Arganotus macrochelis is een hooiwagen uit de familie Samoidae. De wetenschappelijke naam van Arganotus macrochelis gaat terug op C.J.Goodnight & M.L.Goodnight.